# Baronie
Le Baronìe (Sa Baronìa in sardo) sono una subregione storica della Sardegna nord-orientale, in provincia di Nuoro: i centri più importanti sono Siniscola, nell'Alta Baronia e Orosei, nella Bassa Baronia.
Hanno costituito durante il medioevo la parte meridionale del Giudicato di Gallura e sono state suddivise nel periodo aragonese in Baronia di Posada e Baronia di Galtellì e Orosei.

## Voci correlate

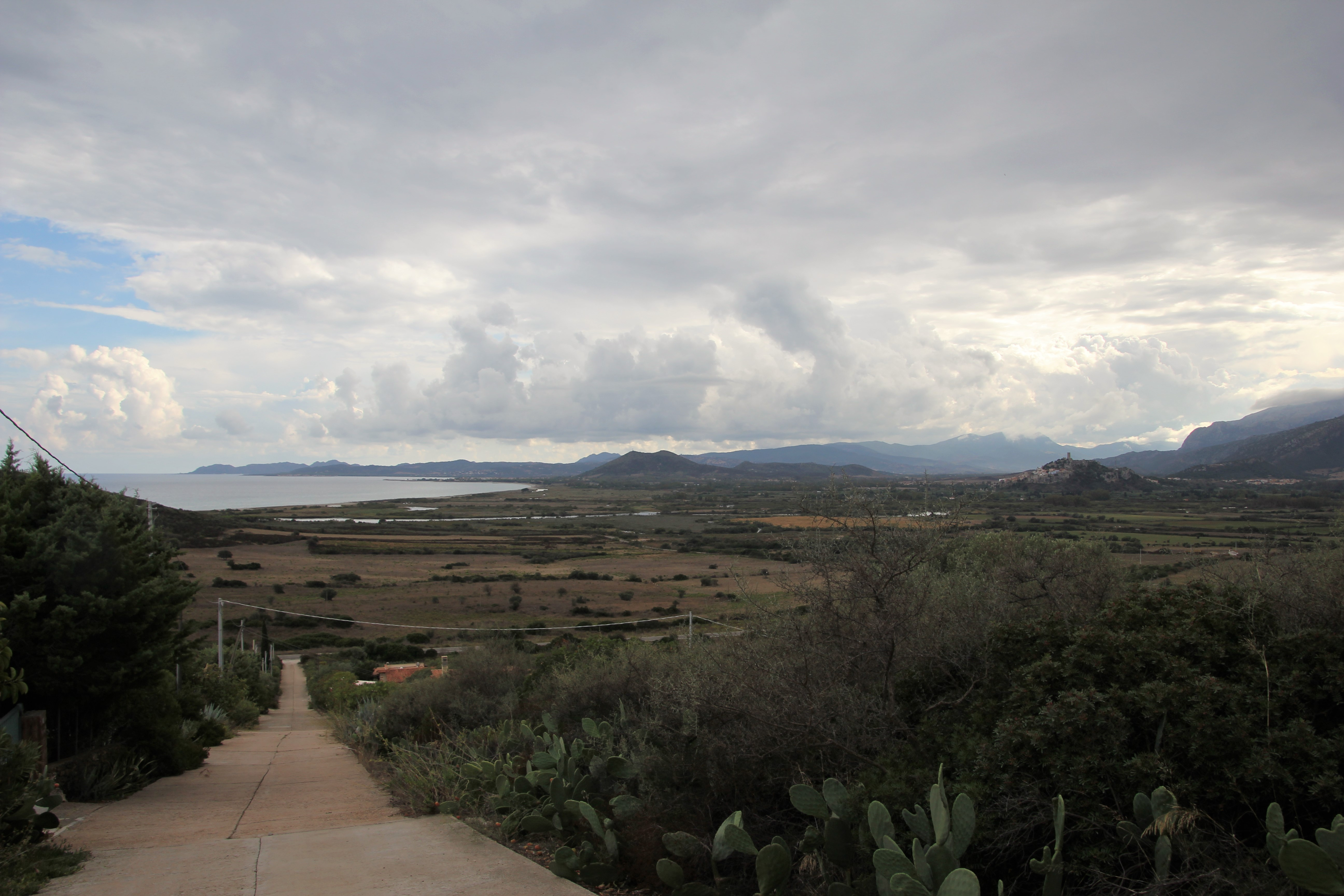
La costa orientale presso Posada